# Aleucanitis langi
Aleucanitis langi là một loài bướm đêm trong họ Noctuidae.